# Aa argyrolepis
Aa argyrolepis är en orkidéart som beskrevs av Heinrich Gustav Reichenbach. Aa argyrolepis ingår i släktet Aa och familjen orkidéer. Inga underarter finns listade i Catalogue of Life.